# 布池能楽堂
布池能楽堂（ぬのいけのうがくどう）は、かつて愛知県名古屋市東区布池町（現在の東区葵一丁目）にあった能楽堂。当時は名古屋能楽堂とも呼ばれ、名古屋市を代表する能舞台であった。

## 概要
この能楽堂の能舞台は元々、中区大須にあった愛知県博物館の敷地内に1894年（明治27年）に落成したもので、多数の浄財によって建設された。舞台は青山御所の図面を元にして模したもので、帝室技芸員の伊藤平左衛門が工事を担当。鏡板は木村金秋が弟子の森村宜稲を助手として描いた。
当初、舞台には付属の建物が建てられる計画であったが、寄付金の不足から建設見込みが立たなかったことや、催能の際に見所として使われていた龍影閣の使用規程がわかりにくかったこと、更に能楽以外に使用する場合に舞台へ靴履きで上がったり鏡板に式次第を貼り付けるなど品位を落とした行為があったとの苦情から、深野一三愛知県知事らに陳情して了解を取り付け、寄付を取り下げた上で舞台は還付されることになり、1902年（明治35年）に解体ののち保管された。
1907年（明治40年）に県会の可決で博物館の敷地に愛知県商品陳列館が建設されることになると、関戸守彦や伊藤次郎左衛門、岡谷惣助など名古屋の財界人による謡の研究会「九日会」が発起人となって、1908年（明治41年）に名古屋能楽倶楽部が立ち上げられ、舞台は1909年（明治42年）に関戸守彦が所有する中区呉服町の土地に再建されて「呉服町舞台」の名で呼ばれた。
ただし、呉服町舞台は当時那古野神社にあった能舞台があまりに不便であったことから「雨天の催能が可能ならばよい」という仮建築で、1920年（大正9年）に500席の大舞台として改築されたものの、大正の終わり頃にはこれを改築して新しい能楽堂を建てるための募金活動が始まった。1927年（昭和2年）6月に名古屋能楽倶楽部は建物を維持会に譲渡して解散。維持会は7月に能楽倶楽部と改称し、8月には岡谷惣助を理事長とする社団法人名古屋能楽会の設立が出願された。翌年、設立が認可されると能楽倶楽部は資産と事業の全てを名古屋能楽会に譲渡して解散。新能楽堂の建築は名古屋能楽会によって進められることとなった。
新能楽堂の設計は土屋純一と篠田進が担当し、工事は清水組が担当。名古屋の能舞台としては初めて椅子席の見所となった。1930年（昭和5年）に7月に着工して、1931年（昭和6年）4月に落成。鏡板は呉服町舞台から再び移された。
東京にあった水道橋能楽堂（現・宝生能楽堂）を模した舞台で戦中も上演に使われていたが、1945年（昭和20年）3月18日の名古屋空襲で焼失。戦後、名古屋では松坂屋ホールなどを使って早い段階で演能が再開されたが、本格的な能舞台の復活は1955年（昭和30年）の熱田神宮能楽殿落成まで待つことになった。